# Para amar a Ofelia
Para amar a Ofelia (Per amare Ofelia) es una película italiana de género de comedia dirigida por Flavio Mogherini. Es la primera película de Renato Pozzetto, que por su actuación ganó un Nastro d'argento al mejor actor revelación.

## Reparto
- Giovanna Ralli: Ofelia
- Renato Pozzetto: Orlando
- Françoise Fabian: Federica
- Maurizio Arena: Spartaco
- Didi Perego: Nun
- Alberto de Mendoza: Lawyer
- Orchidea De Santis: Prostitute
- Rossana Di Lorenzo: Iris
- George Rigaud: Nane